# Hibiscus grandidieri
Hibiscus grandidieri är en malvaväxtart som beskrevs av Henri Ernest Baillon. Hibiscus grandidieri ingår i Hibiskussläktet som ingår i familjen malvaväxter.

## Underarter
Arten delas in i följande underarter:
- H. g. greveanus
- H. g. manambolensis
- H. g. phanerandrus

## Bildgalleri

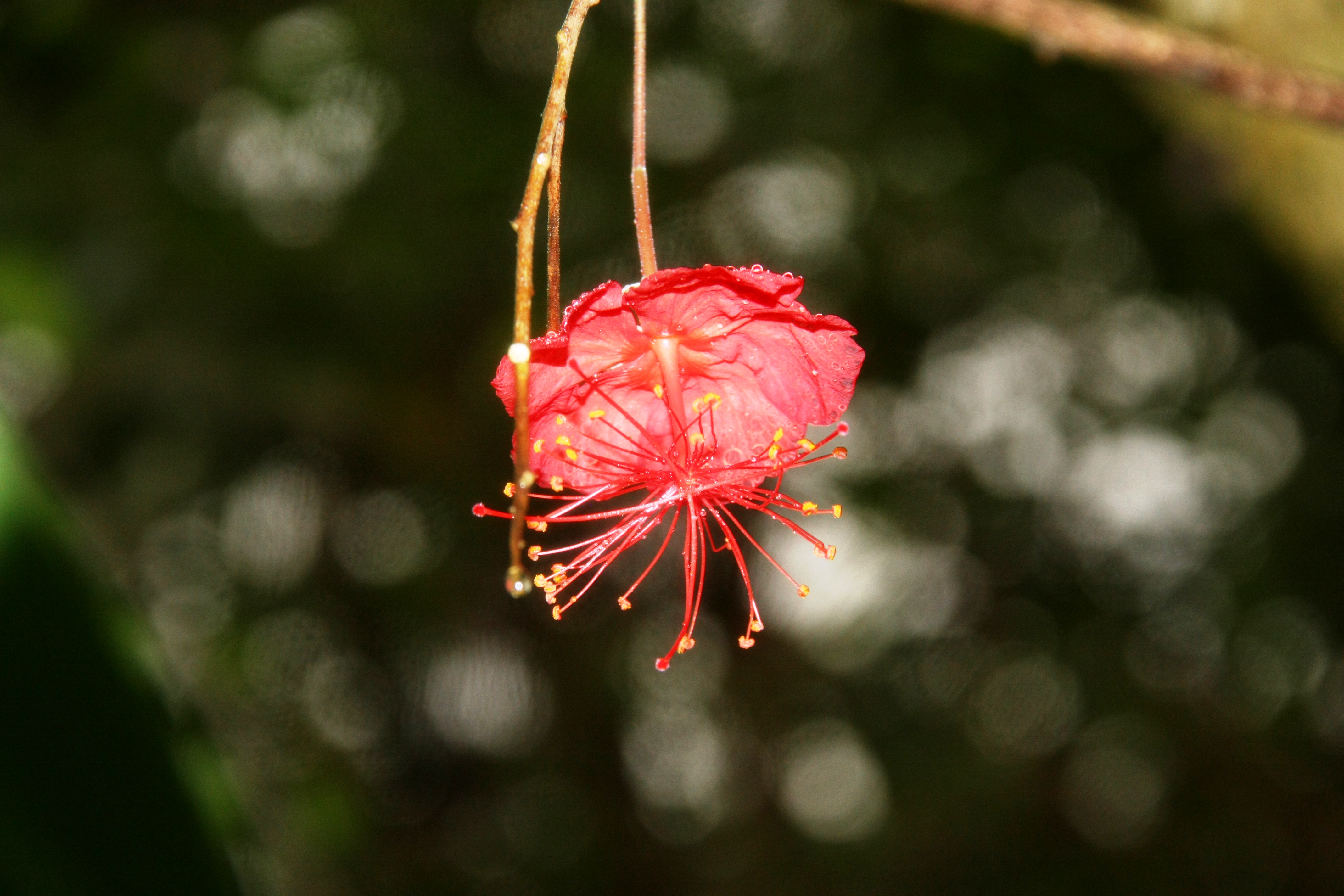
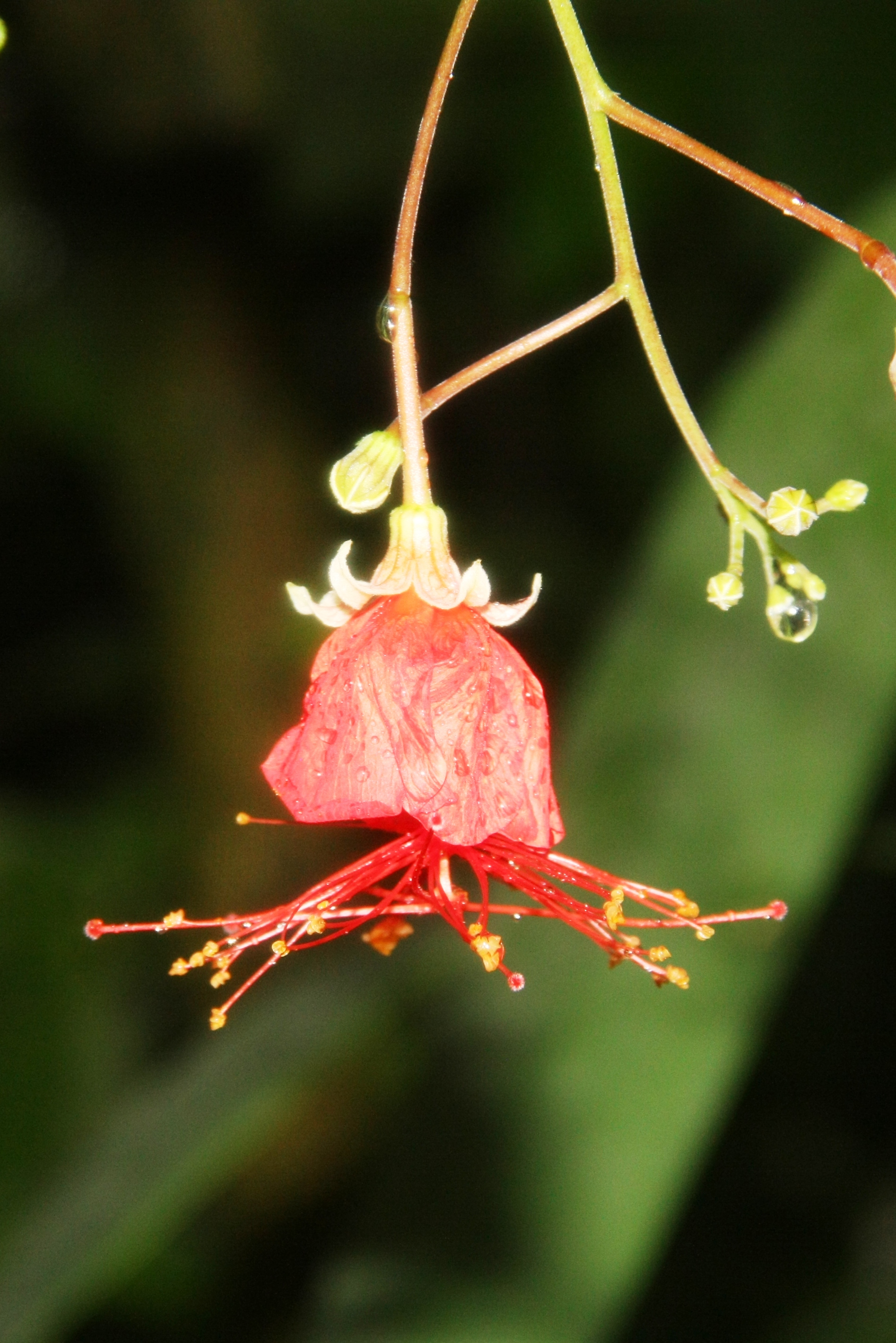
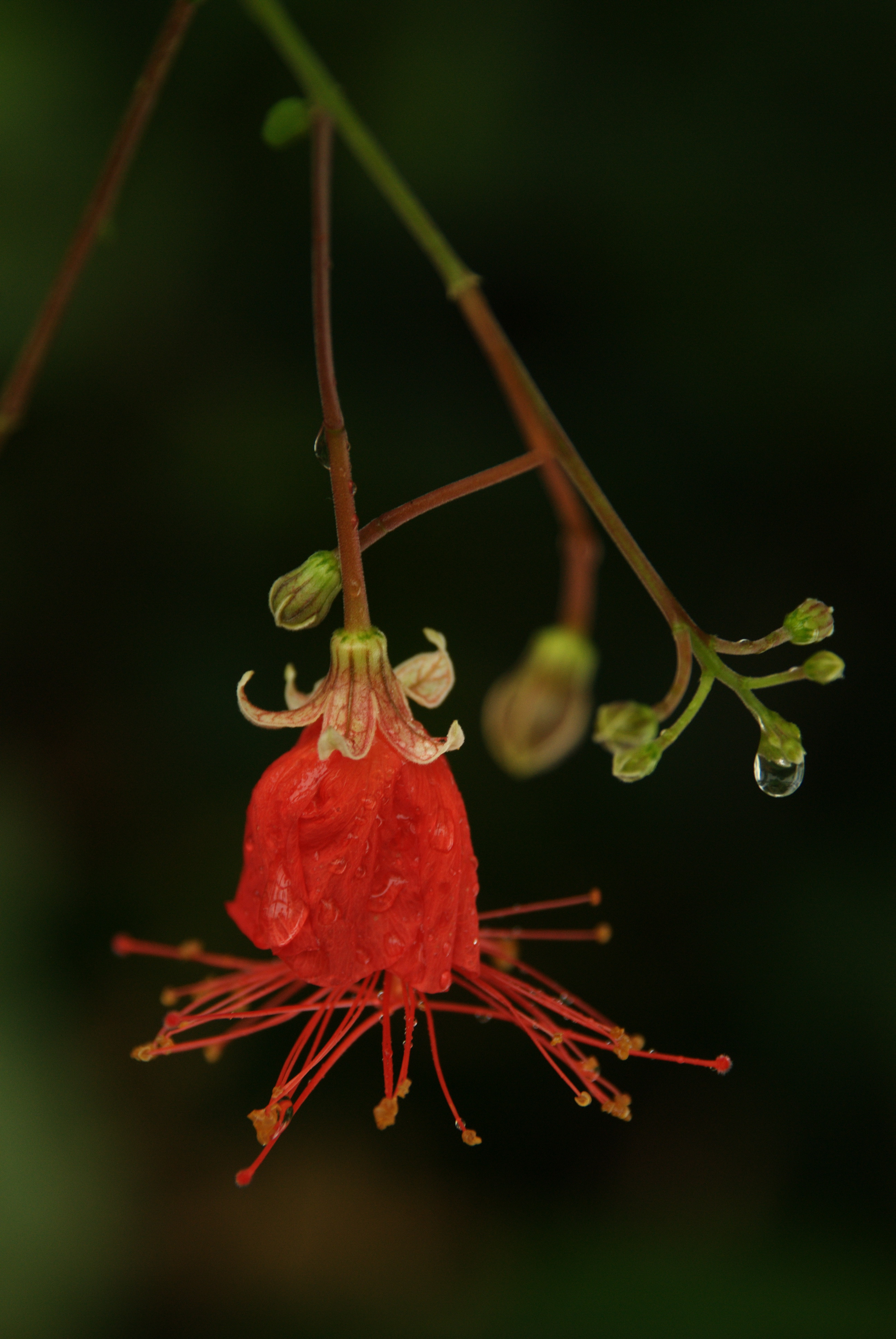